# Juncus luzuliformis
Juncus luzuliformis är en tågväxtart som beskrevs av Adrien René Franchet. Juncus luzuliformis ingår i släktet tåg, och familjen tågväxter. Inga underarter finns listade i Catalogue of Life.